# Когугян
Когугян (кор. 고국양, 故國壤, Gogugyang, Kogugyang; пом. 391) — корейський ван, вісімнадцятий правитель держави Когурьо періоду Трьох держав.

## Біографія
Був сином вана Когугвона, якого було вбито під час штурму Пхеньянського замку силами Пекче. Зайняв трон після смерті старшого брата, вана Сосуріма, який не залишив спадкоємців.
В другий рік свого правління Когугян відрядив 40 000 військовиків для здійснення нападу на китайську державу Пізня Янь на Ляодунському півострові. Когурьоська армія в тому поході захопила Ляодун і командирство Сюаньту та взяла в полон 10 000 бранців.
386 року принца Ко Дам-деока, який ще підлітком брав участь у битвах свого батька, було проголошено спадкоємцем престолу. Того ж року Когурьо завдала нападу на Пекче, що відповіли атаками 389 й 390 років. Навесні 391 року Когугян уклав угоду про дружбу з правителем Сілли, ваном Немулем, та прийняв племінника останнього в своїй столиці в якості заручника.
Ван сприяв утвердженню в Когурьо конфуціанства й буддизму, зводив національні храми та реконструював святині пращурів.
Помер Когугян у восьмий рік свого правління. Після того трон зайняв його син Квангетхо.